# Niclas Rohrwacher
Carl Niclas Rohrwacher (* 1988 in Leipzig) ist ein deutscher Schauspieler.

## Leben
Niclas Rohrwacher wuchs in seiner Geburts- und Heimatstadt Leipzig auf, wo er die Thomasschule besuchte. Im Alter von 18 Jahren ging er in die USA, wo er die St. John’s High School in Houston besuchte. Sein Schauspielstudium absolvierte er von 2008 bis 2012 an der Hochschule für Schauspielkunst Ernst Busch in Berlin. Erste Theaterengagements hatte er am HAU 2 und am BAT Berlin. 
2011/12 gastierte er an der Schaubühne Berlin, wo er unter der Regie von Peter Kleinert an der Seite von Jasna Fritzi Bauer, Lucie Heinze, Andy Klinger, Mario Klischies, Runa Schaefer und Florian Steffens den Baron in Nachtasyl von Maxim Gorki spielte. 2013 trat er am Maxim Gorki Theater als Ethan in Die Altruisten von Nicky Silver auf. In der Spielzeit 2013/14 gastierte er als Rosenkranz & Güldenstern in Frank Behnkes Hamlet-Inszenierung am Theater Münster.
Rohrwacher stand auch für einige Film- und Fernsehproduktionen vor der Kamera. In der 10. Staffel der ZDF-Serie SOKO Wismar (2013) übernahm er eine Episodenhauptrolle als tatverdächtiger Kfz-Mechaniker Tobi Jung. In der 22. Staffel der ZDF-Serie SOKO Leipzig (2022) spielte er eine Episodenhauptrolle als tatverdächtiger Immobilienmakler Darius Schwarz.
Neben seiner Tätigkeit als Schauspieler ist Rohrwacher seit 2009 als Unternehmer in der Berliner Gründerszene tätig. Er war Mitgründer der „Factory Berlin“, eines der größten Co-Working-Spaces und Startup-Communitys in Europa. Gemeinsam mit einem langjährigen Freund gründete er 2018 den „Mentor“-Verlag.
Niclas Rohrwacher lebt mit seiner Familie in Berlin.

## Filmografie (Auswahl)
- 2013: SOKO 5113: Der Tod des Marquis (Fernsehserie, eine Folge)
- 2013: SOKO Wismar: Verlorene Tochter (Fernsehserie, eine Folge)
- 2014: Suite française – Melodie der Liebe (Suite française, Kinofilm)
- 2019: 4 Blocks: Ali (Fernsehserie, eine Folge)
- 2021: Ausgebremst II: Der 50. Geburtstag (Fernsehserie, eine Folge)
- 2022: SOKO Leipzig: Einsame Wölfe (Fernsehserie, eine Folge)